# J.League Most Valuable Player
Als J. League Most Valuable Player (jap. 最優秀選手賞, saiyūshū senshushō) wird seit 1993 alljährlich der beste Fußballspieler der J. League ausgezeichnet.

## Liste der Titelträger
| Jahr | Fußballer           | Fußballverein        | Nationalität   |
| ---- | ------------------- | -------------------- | -------------- |
| 1993 | Kazuyoshi Miura     | Verdy Kawasaki       | Japan          |
| 1994 | Pereira             | Verdy Kawasaki       | Brasilien      |
| 1995 | Dragan Stojković    | Nagoya Grampus Eight | BR Jugoslawien |
| 1996 | Jorginho            | Kashima Antlers      | Brasilien      |
| 1997 | Dunga               | Júbilo Iwata         | Brasilien      |
| 1998 | Masashi Nakayama    | Júbilo Iwata         | Japan          |
| 1999 | Alex                | Shimizu S-Pulse      | Brasilien      |
| 2000 | Shunsuke Nakamura   | Yokohama F. Marinos  | Japan          |
| 2001 | Toshiya Fujita      | Júbilo Iwata         | Japan          |
| 2002 | Naohiro Takahara    | Júbilo Iwata         | Japan          |
| 2003 | Emerson             | Urawa Red Diamonds   | Brasilien      |
| 2004 | Yūji Nakazawa       | Yokohama F. Marinos  | Japan          |
| 2005 | Araújo              | Gamba Osaka          | Brasilien      |
| 2006 | Marcus Tulio Tanaka | Urawa Red Diamonds   | Japan          |
| 2007 | Robson Ponte        | Urawa Red Diamonds   | Brasilien      |
| 2008 | Marquinhos          | Kashima Antlers      | Brasilien      |
| 2009 | Mitsuo Ogasawara    | Kashima Antlers      | Japan          |
| 2010 | Seigō Narazaki      | Nagoya Grampus       | Japan          |
| 2011 | Leandro Domingues   | Kashiwa Reysol       | Brasilien      |
| 2012 | Hisato Satō         | Sanfrecce Hiroshima  | Japan          |
| 2013 | Shunsuke Nakamura   | Yokohama F. Marinos  | Japan          |
| 2014 | Yasuhito Endō       | Gamba Osaka          | Japan          |
| 2015 | Toshihiro Aoyama    | Sanfrecce Hiroshima  | Japan          |
| 2016 | Kengo Nakamura      | Kawasaki Frontale    | Japan          |
| 2017 | Yū Kobayashi        | Kawasaki Frontale    | Japan          |
| 2018 | Akihiro Ienaga      | Kawasaki Frontale    | Japan          |
| 2019 | Teruhito Nakagawa   | Yokohama F. Marinos  | Japan          |
| 2020 | Michael Olunga      | Kashiwa Reysol       | Kenia          |
| 2021 | Leandro Damião      | Kawasaki Frontale    | Brasilien      |
| 2022 | Tomoki Iwata        | Yokohama F. Marinos  | Japan          |
| 2023 | Yūya Ōsako          | Vissel Kōbe          | Japan          |